# Catarina Costa
Catarina Martins de Mesquita Paiva Costa (Coímbra, 21 de septiembre de 1996) es una deportista portuguesa que compite en judo.
Ganó cuatro medallas en el Campeonato Europeo de Judo entre los años 2022 y 2025.
Participó en dos Juegos Olímpicos de Verano, en los años 2020 y 2024, ocupando el quinto lugar en Tokio 2020, en la categoría de –48 kg.

## Palmarés internacional
| Campeonato Europeo | Campeonato Europeo     | Campeonato Europeo | Campeonato Europeo |
| Año                | Lugar                  | Medalla            | Categoría          |
| ------------------ | ---------------------- | ------------------ | ------------------ |
| 2022               | Sofía (Bulgaria)       | Medalla de plata   | –48 kg             |
| 2023               | Montpellier (Francia)  | Medalla de plata   | –48 kg             |
| 2024               | Zagreb (Croacia)       | Medalla de bronce  | –48 kg             |
| 2025               | Podgorica (Montenegro) | Medalla de plata   | –48 kg             |